# Resistere a Roma
Resistere a Roma è un cortometraggio documentario del regista Giuseppe Ferrara, prodotto dal Gruppo Ferranti, incentrato sul movimento resistenziale romano durante la tragica occupazione tedesca di Roma. Il documentario focalizza l'attenzione soprattutto sulla dinamica dell'attentato di via Rasella, a cui i tedeschi reagirono con l'eccidio delle Fosse Ardeatine.
Fu presentato a Venezia nel corso della Mostra del Documentario 1966.

## Contenuti
Il documentario, interamente in bianco e nero, si apre con scatti drammatici fotografici della seconda guerra mondiale. Contemporaneamente, una voce fuori campo introduce l'argomento prima dei titoli: «Resistere in Europa: oppressione, rivolta, attentati, rappresaglie secondo il feroce "Codice degli ostaggi". La libertà in Europa ha nome Oradour, Terezín, Marzabotto, Lidice, Varsavia, Fosse Ardeatine».

### La rappresaglia
Il filmato prosegue con una carrellata di fotografie d'epoca risalenti all'occupazione tedesca di Roma negli anni 1943-44, seguite da una serie di letture di documenti storici.
- una voce fuori campo dall'accento germanico legge il noto laconico comunicato del Comando militare, emanato il 24 marzo 1944: «Nel pomeriggio del 23 marzo 1944 elementi criminali hanno eseguito un attentato con lancio di bombe contro una colonna tedesca di polizia in transito per via Rasella...»[2].
- a seguire le riprese moderne dell'area delle Fosse Ardeatine, sottofondo di frasi in tedesco, mentre un'altra voce italiana legge dal "Codice degli Ostaggi", redatto dal generale Otto von Stülpnagel: «Gli ostaggi fucilati debbono essere seppelliti in luoghi ignoti allo scopo di impedire pellegrinaggi nei cimiteri capaci di dar luogo a propaganda antitedesca».
- la lettura del testo dalla relazione del medico legale dell'eccidio: «Le 322 salme sinora riconosciute sono: 274 di cattolici e 73 di ebrei» (sic!).
- dalla sentenza del processo a Herbert Kappler, Tribunale militare di Roma, mentre scorrono ancora le immagini sotterranee delle Fosse Ardeatine: «Fra l'attentato di via Rasella e l'uccisione delle cave ardeatine vi è una sproporzione enorme. Stabilito che la rappresaglia deve considerarsi illegittima, la fucilazione assume la qualificazione di un omicidio continuato».
- citazione della deposizione dell'imputato Hans Clemens, capitano delle SS: «Le vittime furono portate nella cava a cinque a cinque. Dopo averle poste in ginocchio, all'ordine sparammo un colpo solo».
- citazione della testimonianza del soldato delle SS Hamon: «Quando venne alzata la fiaccola e vidi i morti, svenni. Rimasi inorridito. Un mio compagno sparò per me».

Segue una ricostruzione filmata di un militare con la fiaccola, gli spari, dettagli di terribili fotografie di repertorio sul momento della fucilazione.
- dalla sentenza Kappler, mostrando foto di indumenti con fori di proiettile e corde per legare le mani delle vittime, le foto di Mälzer e di Hitler: «Il reato di omicidio continuato è aggravato in quanto in ciascuno di quegli omicidi si è agito con crudeltà verso le vittime. Il generale Mälzer disse che l'ordine ricevuto proveniva da Hitler».
- deposizione dell'imputato Kappler, mostrando il suo ritratto e le tracce delle schegge sui palazzi di via Rasella: «Gli uomini fornitici dai fascisti furono 65 e non 60. Per questo furono fucilate cinque persone in più» – Giudice: «E non vi preoccupaste di controllare?» – Kappler: «No, ciò fu trascurato» – Giudice: «Ma prima della rappresaglia si era rivolto qualche appello specifico ai romani?» – Kappler: «Io non avevo alcun diritto di fare appelli. Non c'era tempo. Dovevo fare tutto in ventiquattro ore».

### L'occupazione tedesca
Il documentario prosegue con l'iniziale voce fuori campo narrante a partire dalle ultime parole del comandante Kappler, evidenziate da fotografie d'epoca della zona della Piramide e di Porta San Paolo:  «Non c'era tempo dice Kappler. In realtà dall'attentato in via Rasella all'inizio dell'eccidio passano appena 23 ore. Dopo aver sparso il terrore tra gli abitanti di via Rasella, i tedeschi non invitarono mai gli attentatori né con appelli né con promesse di sospendere l'esecuzione, che fu anzi compiuta di nascosto. Le Ardeatine furono un esempio, una punizione nazista contro tutta la città che resisteva ai tedeschi dal settembre '43. La resistenza armata era infatti iniziata a Porta San Paolo, dopo il tradimento del Re. Quando truppe badogliane e cittadini armate dal Comitato di Liberazione Nazionale si batterono uniti contro le divisioni germaniche».
Quindi inizia l'intervista, piano medio su fondo nero, a Giorgio Amendola (1907-1980), partigiano della Resistenza romana e politico del Partito Comunista Italiano nel dopoguerra, tra i protagonisti dell'attentato dei GAP in via Rasella il 23 marzo del 1944. Amendola spiega che egli fece parte della giunta militare antifascista del CLN, composta sia da esponenti del partito comunista come lui, sia del partito socialista (Sandro Pertini) che di quello d'Azione (Riccardo Bauer): «La giunta del CNL era un comitato politico di coordinamento; l'organo di comando effettivo della Resistenza romana era la giunta militare tripartita».
La voce fuori campo, mentre scorrono fotografie dell'occupazione tedesca con soldati in stato di guerra a Roma, afferma: «Il 23 ottobre 1943 i tedeschi deportano in Germania 2.000 ebrei romani» (Rastrellamento del ghetto di Roma).
Vengono mostrati i volti fotografati dei primi caduti italiani: si riconoscono le immagini del colonnello Giuseppe Cordero Lanza di Montezemolo (1901-1944), dei generali di brigata aerea Roberto Lordi (1894-1944) e Sabato Martelli Castaldi (1896-1944), di don Pietro Pappagallo (1888-1944).
Anche i sacerdoti che aiutano i resistenti perdono la vita: viene proposta la testimonianza di un sacerdote biografo di don Giuseppe Morosini, partigiano e docente dell'Istituto Marcantonio Colonna di Roma, arrestato il 4 gennaio 1944 dopo aver prelevato delle armi assieme al tenente Marcello Bucchi. Fu poi seviziato all'Albergo Aurora e fucilato a Forte Bravetta il 3 aprile 1944.
Nel frattempo, nelle borgate si formano nuovi nuclei della Resistenza romana che tengono comizi volanti e distribuiscono giornali clandestini. Compaiono sui muri scritte di protesta. Prende corpo la guerriglia dei GAP senza la solidarietà della popolazione. Ma la voce narrante avverte: «Anche se i resistenti trovarono sempre, dopo le più rischiose azioni, una casa amica, un portone aperto, una famiglia pronta a rischiare. Dalle borgate origina lo sfortunato attacco al Forte tiburtino: dieci partigiani dopo la cattura vengono fucilati a Rebibbia. Dalle borgate parte una violenta manifestazione di donne per liberare i detenuti della Caserma Giulio Cesare: cade Maria Teresa Gullace».
Si racconta il fallimento di un attacco: «Durante una riunione nazifascista viene posta una bomba ad orologeria sotto il palcoscenico dell'Adriano: per un difetto del congegno la bomba non esplode» (voce narrante).
Si propone l'intervista a Sandro Pertini, piano medio su fondo nero. Egli racconta il suo arresto con altri quattro partigiani socialisti, avvenuto il 15 ottobre 1943 a Regina Coeli, poi trasferiti nella sede di via Tasso. Condannato a morte, assieme a Giuseppe Saragat, il futuro presidente della Repubblica parla dello stratagemma per essere liberati dai patrioti socialisti: «L'evasione fu preparata soprattutto da Giuliano Vassalli, da Peppino Gracceva, dai coniugi Marcella ed Alfredo Monaco [e] da Filippo Lupis. E l'evasione fu attuata il 20 gennaio del 1944 [...] con dei mandati di scarcerazione, naturalmente falsi, che fingevano di essere emessi dal tribunale militare di Roma, e in base a questi mandati di scarcerazione falsi noi riuscimmo ad evadere» (le parole di Pertini).
La reazione tedesca e fascista investe ogni classe e ceto sociale. Dopo essere stati catturati – il regista Ferrara mostra i loro ultimi ritratti – periranno anche gli intellettuali Giorgio Labò (1919-1944), Leone Ginzburg (1909-1944), Gioacchino Gesmundo (1908-1944).
È la volta dell'intervista-testimonianza alla partigiana Maria Teresa Regard (1924-2000), protagonista dell'attentato alla stazione Termini del 24 gennaio 1944: «Avevo in mano una valigetta piena di esplosivo. [...] Mentre camminavo incontravo lo sguardo di molti tedeschi che mi rivolgevano anche delle frasi in tedesco che io non capivo. [...] Poi mi allontanai. [...] Arrivata ai giardini di via delle Terme sentii l'esplosione che fu molto forte».
La voce narrante prosegue il racconto, attraverso una ricostruzione filmata, con attori che simulano scene di guerriglia ed assaltano gli automezzi militari: «Mentre una mina sulla [linea ferroviaria] Roma-Napoli costa 400 perdite ai tedeschi, alle porte di Roma, lungo le grandi vie di comunicazione, si vive uno stato di assedio quasi continuo. Spesso per i chiodi a quattro punte sparsi sulle strade il traffico sull'Appia, la Casilina, la Tuscolana rimane interrotto».

### Via Rasella: la ricostruzione storica
Continua la successione delle interviste dal vivo con Franco Calamandrei (1917-1982), all'epoca partigiano, nel dopoguerra membro del Comitato Centrale del PCI alla direzione del settore stampa e propaganda, in merito ai fatti di via Rasella: «La scelta politica che precedette l'azione di via Rasella si ricollegava direttamente con l'esigenza di difendere quel carattere di "città aperta" che è la città di Roma [e] che i tedeschi pretendevano di rispettare. E che invece violavano nella maniera più sfacciata e brutale. Infatti, l'obiettivo dell'azione di via Rasella fu quello di colpire una colonna tedesca di oltre 100 uomini e che quotidianamente traversava il cuore di Roma, da Porta del Popolo fino a Macao [...]».
Anche gli ex partigiani Rosario "Sasà" Bentivegna (1922-2012) e Carla Capponi (1918-2000), tra i protagonisti dell'attentato di Via Rasella, vengono intervistati sui fatti, mentre scene filmate con le immagini delle vie di Roma illustrano le parole del loro racconto. Bentivegna, all'epoca vestito da spazzino durante l'azione di resistenza, ricordava: «[...] M'avanzai verso il Colosseo con questo pesante carretto. Attraversai le strade della mia città, salendo per la via Tre Cannelle, e per la salita di Monte Cavallo». La Capponi chiariva il suo ruolo: «Il mio compito era fare da copertura al Bentivegna, dal momento dell'accensione della miccia fino al completo sganciamento dai tedeschi. [...] Il mio compito era stare davanti al Messaggero. Due poliziotti – che probabilmente erano lì di scorta a Spampanato, allora direttore del Messaggero – mi hanno chiesto i documenti [...]».
La compagnia del Polizeiregiment "Bozen", aggregata alle SS, invece di passare puntuale alle ore 14, quel 23 marzo 1944 ritardò di oltre un'ora per apparire in fondo alla strada intorno alle 15,50. Il regista Ferrara incrocia, con un montaggio veloce, gli inserti dei racconti singoli di Amendola, di Bentivegna, della Capponi e di Carlo Salinari, anch'egli presente nell'azione militare.
La Capponi ricorda lo stato d'animo di quei momenti d'attesa: «[...] A questo punto Pasquale Balsamo, che mi ha visto in difficoltà, mi si è avvicinato. Ho capito che avrei dovuto allontanarmi dal posto dove mi trovavo. I tedeschi erano stati avvistati, visto poi che era già un'ora che noi li aspettavamo... Quindi ho cominciato a risalire via Rasella. E sono passata avanti al Bentivegna, il quale probabilmente ha pensato che doveva mettersi sul 'pronto'. Raggiungo i cancelli di Palazzo Barberini. E lì mi vedo raggiunta dai due poliziotti [...]». Il Bentivegna ripensa la tensione, prima dell'accensione della miccia, rivelando: «[...] Cercai di assumere un atteggiamento disinvolto. Presi la scopa e cominciai a spazzare in terra. Finalmente il nemico arrivò. Carlo Salinari aveva dato l'avviso ai compagni che mi avrebbero dovuto avvertire». Salinari, interpellato sull'attentato, per conto suo puntualizza: «Avevo il compito di fermare con le armi qualunque inseguitore, tedesco naturalmente».
Bentivegna si aggancia alle dichiarazioni dei precedenti incanlzando: «Vidi passare la colonna tedesca alle ore 4». La Capponi prosegue la narrazione: «A questo punto mi porto qui all'angolo di via Rasella...». Bentivegna relaziona gli attimi finali prima dello scoppio: «E Calamandrei prese posto nel punto da cui avrebbe dovuto darmi il segnale di accensione».
Subentra la scena del passaggio della compagnia tedesca, attraverso il rumore dei passi incessanti degli scarponi e lo sguardo della cinepresa con una carrellata rivolta dal basso verso l'alto dei palazzi nei dintorni di via Rasella, quasi fosse la vista di uno quei soldati mentre marcia al passo. Un attore impersona il Bentivegna visto di spalle che osserva il plotone, mentre fuma la pipa che serve per accendere la miccia all'interno dei cassonetti della spazzatura, a ridosso del marciapiedi.